# Danh sách chiến binh đặc biệt trong Power Rangers
Các chiến binh đặc biệt trong Power Rangers là siêu nhân trong series Power Rangers nổi tiếng, thông thường Power Rangers thường có 3 hoặc 5 người xuất hiện từ đầu (tập 1) tới cuối phim với các màu cơ bản thường là đỏ, lam, vàng (3 màu này luôn luôn xuất hiện trong tất cả các phần). Những chiến binh đặc biệt, thường là một nhân vật xuất hiện ở khoảng 10 tập sau tập đầu, và có những số phận đặc biệt. Nhiều khi họ sở hữu một sức mạnh vượt trội so với cả những thành viên chính, các chiến binh đặc biệt cũng thường mang một màu sắc độc đáo phù hợp với sức mạnh mà họ có hoặc trang phục có thêm áo giáp cầu kì hơn những chiến binh chính. Các chiến binh bổ sung thường mang các màu như ánh bạc, ánh vàng, xanh lá cây, đen, trắng và thậm chí có cả đỏ và lam. Ở nhiều seri thì những chiến binh đặc biệt đấy vốn đứng về cái ác hoặc là có mâu thuẫn với những thành viên chính nhưng sau đã gia nhập đội. Power Rangers: Jungle Fury và Power Rangers: RPM là phim có số lượng chiến binh đặc biệt đông nhất với 5 siêu nhân

## Các chiến binh đặc biệt trong Power Rangers
- Tommy Oliver - "Green Ranger" và "White Ranger" trong Mighty Morphin Power Rangers, sức mạnh màu xanh lá cây của rồng, đây là chiến binh đặc biệt đầu tiên và cũng là siêu nhân đầu tiên đứng về cái ác, ở phần 2 phim, năng lượng màu xanh lá cây của anh bị suy yếu và được thay thế bằng sức mạnh màu trắng của hổ
- Jason Lee Scott - "Gold Ranger" trong Power Rangers: Zeo, sức mạnh màu ánh vàng, vốn là siêu nhân đỏ trong Mighty Morphin Power Rangers, trước người sở hữu sức mạnh này là Ted, Tom, và Tim DiFillipo, ba người sau đó đã trao lại cho Jason
- Zhane - "Silver Space Ranger" trong Power Rangers: in Space, sức mạnh màu bạc
- Mike Corbett - "Magna Defender" trong Power Rangers: Lost Galaxy, sức mạnh magna, đây là một Ranger khá đặc biệt khi không có ngoại hình giống các siêu nhân khác
- Ryan Mitchell - "Titanium Ranger" trong Power Rangers: Lightspeed Rescue, sức mạnh titan, đây cũng là một Ranger đặc biệt khi được tạo riêng cho Power Rangers, nghĩa là ở phiên bản Sentai không có siêu nhân này
- Eric Myers - "Quantum Ranger" trong Power Rangers: Time Force, sức mạnh Quantum, đây cũng là một Ranger đặc biệt khi nhân vật này cũng có màu đỏ như đội trưởng Wesley, đây cũng là serie đầu tiên có 2 siêu nhân giống màu nhau
- Merrick Baliton - "Lunar Wolf Ranger" trong Power Rangers: Wild Force, sức mạnh màu bạc của chó sói
- Hunter Bradley - "Crimson Thunder Ranger" trong Power Rangers: Ninja Storm, sức mạnh sấm sét đỏ đậm
- Blake Bradley - "Navy Thunder Ranger" trong Power Rangers: Ninja Storm, sức mạnh sấm sét xanh lam đậm
- Cameron Watanabe - "Green Samurai Ranger" trong Power Rangers: Ninja Storm, sức mạnh samurai xanh lá cây, đây là một phiên bản khác so với Ninpuu Sentai Hurricaneger vì chiến binh trong bản Sentai này là ninja chứ không phải Samurai
- Tommy Oliver (lần 2) - "Black Dino Ranger" trong Power Rangers: Dino Thunder, sức mạnh màu đen của khủng long Brachio, đây là phiên bản thứ 4 có sự góp mặt của nhân vật này và cũng là lần thứ 2 anh trở lại là một chiến binh đặc biệt
- Trent Fernandez - "White Dino Ranger" trong Power Rangers: Dino Thunder, sức mạnh màu trắng của rồng Drago, chiến binh này ban đầu là kẻ ác do sức mạnh của mình quá mạnh, không thể chế ngự được
- Anubis "Doggie" Cruger - "S.P.D Shadow Ranger" trong Power Rangers: S.P.D, sức mạnh màu xanh đen của bóng đêm, chiến binh này khá đặc biệt khi có đầu con chó nhưng khi biến hình vẫn có mũ người như các siêu nhân khác
- Sam - "S.P.D Omega Ranger" trong Power Rangers: S.P.D, sức mạnh màu trắng của Omega. Đây là ranger đầu tiên không có phần biến hình (morphin' time) trong loạt phim
- Kat Manx - "S.P.D Kat Ranger" trong Power Rangers: S.P.D, sức mạnh màu trắng cam của mèo, khác với bản Tokusou Sentai Dekaranger khi chiến binh trong bản Sentai này là con thiên nga
- Nova - "S.P.D Nova Ranger" trong Power Rangers: S.P.D, sức mạnh màu bạc, chiến binh này xuất hiện duy nhất trong tập cuối của phim
- Udonna - "White Mystic Ranger" trong Power Rangers: Mystic Force, sức mạnh màu trắng của tuyết, nhân vật này xuất hiện trong 2 tập đầu nhưng bị mất sức mạnh và đã lấy lại nó vào tập cuối
- Daggeron - "Solaris Knight" trong Power Rangers: Mystic Force, sức mạnh màu ánh vàng của mặt trời
- Leanbow - "Wolf Warrior" trong Power Rangers: Mystic Force, sức mạnh màu đỏ của chó sói
- Tyzonn - "Mercury Ranger" trong Power Rangers: Operation Overdrive, sức mạnh màu bạc của thủy ngân
- Robert James - "Jungle Fury Wolf Ranger" trong Power Rangers: Jungle Fury, sức mạnh màu tím của chó sói
- Dominic Hargan - "Jungle Fury Rhino Ranger" trong Power Rangers: Jungle Fury, sức mạnh màu trắng của tê giác
- Master Phant - "Jungle Fury Elephant Ranger" trong Power Rangers: Jungle Fury, sức mạnh màu xanh lá cây của voi
- Master Swoop - "Jungle Fury Bat Ranger" trong Power Rangers: Jungle Fury, sức mạnh màu đen của dơi
- Master Finn - "Jungle Fury Shark Ranger" trong Power Rangers: Jungle Fury, sức mạnh màu xanh lam của cá mập, cùng với Master Phant và Master Swoop, đây là một ranger đặc biệt khi cũng là một ranger được tạo riêng cho serie Power Rangers giống như Titanium Ranger, ba nhân vật này gọi là Spirit Ranger
- Dillon - "Ranger Operator Series Black" trong Power Rangers: RPM, sức mạnh màu đen
- Ziggy Grover - "Ranger Operator Series Green" trong Power Rangers: RPM, sức mạnh màu xanh lá cây
- Gem - "Ranger Operator Series Gold" trong Power Rangers: RPM, sức mạnh màu ánh vàng
- Gemma - "Ranger Operator Series Silver" trong Power Rangers: RPM, sức mạnh màu bạc
- Antonio Garcia - "Gold Samurai Ranger" trong Power Rangers: Samurai và Power Rangers: Super Samurai, sức mạnh màu ánh vàng của samurai
- Lauren Shiba - "Red Samurai Ranger" trong Power Rangers: Super Samurai, sức mạnh màu đỏ của samurai, thay thế tạm thời cho Jayden Shiba/Red Samurai Ranger lúc đó đang bị thương. Đây là ranger nữ màu đỏ đầu tiên của loạt phim (không tính Charlie/S.P.D A-Squad Red Ranger của Power Rangers: S.P.D vì cả đội A-Squad đã về phe ác)
- Robo Knight trong Power Rangers: Megaforce, sức mạnh màu bạc của hiệp sĩ
- Orion - "Super Megaforce Silver" trong Power Rangers: Super Megaforce, sức mạnh màu bạc

Do ảnh hưởng rất lớn từ phiên bản Mighty Morphin đến in Space nên cũng có ảnh hưởng khi gọi màu sắc, thường thì ta gọi các siêu nhân bằng tên nhưng những nhân vật như Tommy, Jason, Zhane, nếu gọi bằng màu sắc (ở phạm vi các chiến binh đặc biệt) thì các fan sẽ hình dung đến họ trước tiên
Thực ra trong Power Rangers: Turbo cũng có một chiến binh giúp đỡ các siêu nhân, là Phantom Ranger - một siêu nhân đến từ ngoài hành tinh nhưng nhân vật này không xuất hiện nhiều, không thể hiện hình dạng bên ngoài cũng như không gia nhập đội mà chỉ người hỗ trợ, nhân vật này còn xuất hiện trong bản in Space, nhiều fan coi nhân vật này cũng là một chiến binh đặc biệt